# 中华人民共和国全国人民代表大会常务委员会公报
《中华人民共和国全国人民代表大会常务委员会公报》（以下简称《全国人大常委会公报》）是中华人民共和国全国人民代表大会常务委员会的官方刊物，1957年创刊。

## 简介
《全国人大常委会公报》1957年创刊，1966年因“文化大革命”爆发停刊，1980年1月复刊。《全国人大常委会公报》由全国人民代表大会常务委员会办公厅主管、主办，每年一般发行6至8期，不定期发行，原则上每次全国人大或其常委会会议后出版一期。本刊主要刊载全国人民代表大会及其常务委员会通过的法律、决定、决议、报告、人事任免，以及国务院、中央军事委员会、最高人民法院、最高人民检察院的工作报告和检查法律执行情况的报告。
根据《中华人民共和国立法法》第五十八条，“法律签署公布后，及时在全国人民代表大会常务委员会公报和中国人大网以及在全国范围内发行的报纸上刊载”，同时还规定“在常务委员会公报上刊登的法律文本为标准文本”。
创刊前和停刊期间的法律，收录于全国人大常委会办公厅为纪念全国人大成立50周年编著的《中华人民共和国全国人民代表大会常务委员会公报》合订本。